# Mall of America
Mall of America (MoA) é um grande shopping center localizado em Bloomington, Minnesota. Localizado dentro da área metropolitana de Minneapolis–Saint Paul, o shopping fica a sudeste da junção da Interstate 494 e da Minnesota State Highway 77, ao norte do Minnesota River e atravessando a Interestadual do Aeroporto Internacional de Minneapolis–Saint Paul. Foi inaugurado em 1992 e é o maior shopping dos Estados Unidos, o maior do Hemisfério Ocidental e o décimo primeiro maior shopping do mundo.
O shopping é administrado pelo Triple Five Group (que por sua vez é propriedade da família Ghermezian, junto com o West Edmonton Mall e o American Dream ). Aproximadamente 40 milhões de pessoas visitam o shopping anualmente, 80% das quais são de Minnesota, Wisconsin, Iowa, Nebraska, the Dakotas, Illinois e  Ohio.
Além do interior do shopping, fora do shopping existem hotéis, quiosques, restaurantes e lojas adicionais. O Mall of America e as empresas adicionais se encontram no South Loop District, em Bloomington.